# Луна (округ)
Лу́на (англ. Luna) — округ в штате Нью-Мексико, США. Столица — Деминг. По данным переписи за 2010 год число жителей округа составляло 25 095 человек. Округ был создан в 1901 году.

## Географическое положение
Расположен в южной части штата на границе с Мексикой. По данным Бюро переписи населения США округ Луна имеет общую площадь в 7679 квадратных километра.

## Население
| Год переписи | Нас.  |  | %±     |
| ------------ | ----- |  | ------ |
| 1910         | 3913  |  | —      |
| 1920         | 12270 |  | 213,6% |
| 1930         | 6247  |  | −49,1% |
| 1940         | 6457  |  | 3,4%   |
| 1950         | 8753  |  | 35,6%  |
| 1960         | 9839  |  | 12,4%  |
| 1970         | 11706 |  | 19%    |
| 1980         | 15585 |  | 33,1%  |
| 1990         | 18110 |  | 16,2%  |
| 2000         | 25016 |  | 38,1%  |
| 2010         | 25095 |  | 0,3%   |
| 2016         | 24450 |  | −2,6%  |

В 2010 году на территории округа проживало 25 095 человек (из них 49,7 % мужчин и 50,3 % женщин), насчитывалось 9593 домашних хозяйства и 6484 семьи. Расовый состав: белые — 77,7 %, афроамериканцы — 1,1 %, коренные американцы — 1,3 %, азиаты — 0,5 % и представители двух и более рас — 2,6 %. 61,5 % населения были латиноамериканцами.
Население округа по возрастному диапазону по данным переписи 2010 года распределилось следующим образом: 26,5 % — жители младше 18 лет, 3,9 % — между 18 и 21 годами, 50,0 % — от 21 до 65 лет и 19,6 % — в возрасте 65 лет и старше. Средний возраст населения — 39,5 лет. На каждые 100 женщин в Луне приходилось 98,8 мужчин, при этом на 100 совершеннолетних женщин приходилось уже 96,8 мужчин сопоставимого возраста.
Из 9593 домашних хозяйств 67,6 % представляли собой семьи: 47,6 % совместно проживающих супружеских пар (16,9 % с детьми младше 18 лет); 14,5 % — женщины, проживающие без мужей и 5,5 % — мужчины, проживающие без жён. 32,4 % не имели семьи. В среднем домашнее хозяйство ведут 2,56 человека, а средний размер семьи — 3,13 человека. В одиночестве проживали 27,8 % населения, 14,2 % составляли одинокие пожилые люди (старше 65 лет).

## Экономика
В 2015 году из 18 899 трудоспособных жителей старше 16 лет имели работу 8383 человека. В 2014 году медианный доход на семью оценивался в 35 245 $, на домашнее хозяйство — в 27 476 $. Доход на душу населения — 15 078 $. 23,2 % от всего числа семей в Луне и 29,6 % от всей численности населения находилось на момент переписи за чертой бедности.